# Tim Kevin Ravnjak
Tim-Kevin Ravnjak, slovenski deskar na snegu, * 5. november 1996, Velenje.
Tekmoval je v prostem slogu. Njegove discipline so bile akrobatski skoki, slope style in snežni žleb.

## Kariera

### 2012: Mladinski svetovni prvak
Ravnjak je leta 2012 postal mladinski svetovni prvak v snežnem žlebu.

### 2014: Zimske olimpijske igre (Soči)
Nastopil na Zimskih olimpijskih igrah 2014 v Sočiju, kjer je nastopil v snežnem žlebu. Uvrstil se je v finale in na koncu osvojil 8. mesto.

### 2015: Svetovno prvenstvo (Kreischberg)
Na Svetovnem prvenstvu v Kreischbergu je bil v snežnem žlebu tretji in osvojil svojo prvo medaljo z velikih tekmovanj.

## Dosežki

### Zimske olimpijske igre
| Uvrstitev | Datum       | Leto | Prizorišče | Disciplina  |
| --------- | ----------- | ---- | ---------- | ----------- |
| 8.        | 11. februar | 2014 | Soči       | Snežni žleb |

### Svetovno prvenstvo v deskanju na snegu
| Uvrstitev | Datum      | Leto | Prizorišče  | Disciplina  |
| --------- | ---------- | ---- | ----------- | ----------- |
| 25.       | 20. januar | 2011 | La Molina   | Snežni žleb |
| 24.       | 18. januar | 2013 | Stoneham    | Slopestyle  |
| 22.       | 20. januar | 2013 | Stoneham    | Snežni žleb |
|           | 16. januar | 2015 | Kreischberg | Snežni žleb |

## Obtožbe spolnega nasilja
Ravnjak je bil leta 2020 obtožen nadlegovanja mladoletnice, sodna obravnava pa še poteka. Januarja 2023 je na družbenih omrežjih objavil fotografijo s seksualno vsebino brez privoljenja. Zaradi zlorabe osebnih podatkov je bil julija 2025 obsojen na petmesečno pogojno kazen.